# Stemma di Tallinn
Lo stemma di Tallinn (Tallinna vapp in estone) è lo stemma della capitale estone Tallinn, comprendente due versioni: lo stemma completo (Tallinna täisvapp in estone) e lo stemma minore (Tallinna väike vapp in estone).

## Stemma completo

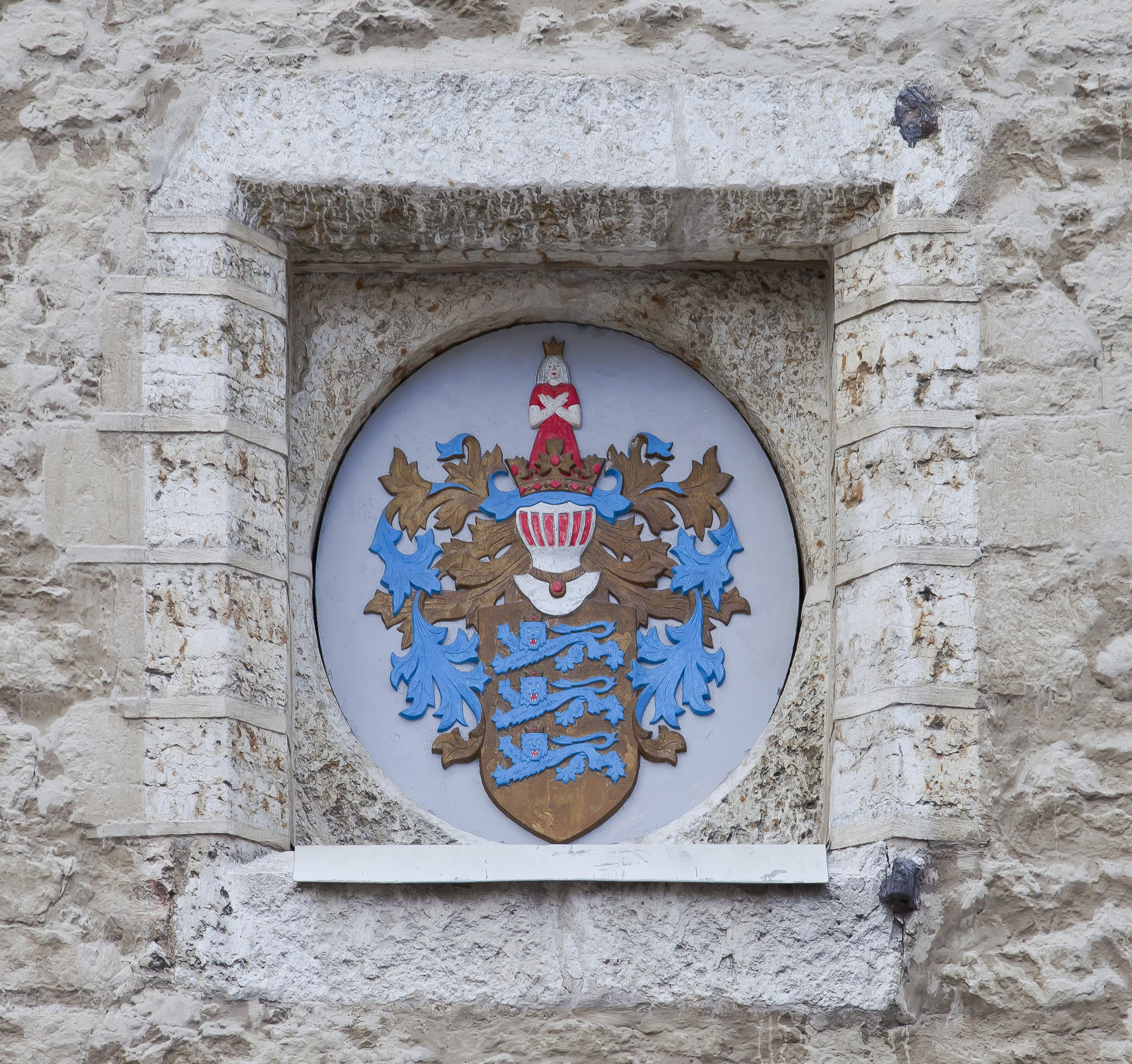
Lo stemma completo nel municipio di Tallinn

Lo stemma completo è formato da uno scudo dorato con tre leoni blu in marcia rivolti verso sinistra, ciascuno incoronato da una corona a tre punte.
Lo scudo è sormontato da un elmo color metallo avente una catena al collo impreziosita da una pietra rossa. Dalla cima dell'elmo partono degli svolazzi blu e gialli, che scendono fin giù allo scudo.
Sopra all'elmo si trovano una corona e una donna vestita di rosso con i capelli grigi, con le braccia incrociate e, anch'essa, con una corona.

## Stemma minore
Lo stemma minore, totalmente differente da quello completo e più semplice, è formato da una croce argentata su sfondo rosso.

## Stemmi precedenti

Stemma di Tallinn nel 1340
Stemma di Tallinn durante la Repubblica Socialista Sovietica Estone